# Elephantomyia (Elephantomyia) subterminalis
Elephantomyia (Elephantomyia) subterminalis is een tweevleugelige uit de familie steltmuggen (Limoniidae). De soort komt voor in het Palearctisch gebied.